# Koutské pivo
Koutské pivo bylo pivo plzeňského typu, které se vařilo v obci Kout na Šumavě, ležící v okrese Domažlice v České republice. První písemná zmínka o místním pivovaru pochází z roku 1736, provoz pivovaru byl ukončen v roce 1969, obnoven roku 2006 a ukončen na konci roku 2019. Koutské pivo bylo vyráběno z českého ječného sladu bez náhražek, z chmele odrůdy žatecký poloraný červeňák a místní vody (Stříbrný pramen). Nebylo pasterizováno ani dosycováno CO2. Vyznačovalo se vyšším řízem a výraznou chmelovou hořkostí. Tradičně se umisťovalo na předních místech v degustačních soutěžích a byl o ně zájem i v zahraničí: Spojené státy americké, Rusko.